# Sant Vicenç de Torelló
Sant Vicenç de Torelló est une commune de la province de Barcelone, en Catalogne, en Espagne, de la comarque d'Osona